# Rüzgarlı Tepe
Rüzgarlı Tepe es una serie de televisión turca de drama y romance distribuida por Kanal 7 y que comenzó a emitirse el 1 de enero de 2024.
La serie está dirigida por Ömer Baykul y Bülent Doğan y está protagonizada por Gökberk Yıldırım y Cemre Arda y Alp Akar y Kübra Süzgün.

## Trama
Trata acerca de la historia de amor de Zeynep, hija de la familia más rica de la ciudad en la que vive, y Halil, que busca venganza contra la familia de Zeynep por su familia perdida.
Zeynep, que es una muchacha inteligente, bien educada y cabeza de familia, es un ejemplo para todos en el pueblo. Pero hay un aspecto desconocido de Zeynep, y es que tiene un espíritu guerrero. Halil, por otro lado, es un joven que perdió a sus padres a una edad temprana y creció con su tía con la tristeza y el odio por haber perdido a su familia durante años.
Los caminos de Halil, que entró en una vida difícil a una edad temprana y no dejó de luchar con las dificultades, y Zeynep, que es una verdadera luchadora bajo el perfil de princesa, se cruzan. El dolor, las decisiones difíciles, las incógnitas y las imposibilidades vividas en la historia de amor de Halil, que vive para su familia, y Zeynep, que vive a pesar de su familia, ponen a estos dos jóvenes en un camino irreversible. Zeynep y Halil, dos personas diferentes de mundos completamente diferentes, se ven atrapadas sin saberlo en el vórtice del amor, y por mucho que huyan el uno del otro, sus caminos siempre se cruzan.

## Elenco[2]
Gökberk Yıldırım como Halil Fırat
Cemre Arda como Zeynep Aslanlı
Alp Akar como Burak Fırat
Kübra Süzgün como Meral Aslanlı
Enes Özdemir como Yusuf
İlkay Güz Bozkurt como Gülce
Selma Kutluğ como Zümrüt
Dilek Aba como Songül
Sena Pehlivan como Selma Aslanlı
Zeynep Serpil Bozkurt como Tülay Aslanlı
İlayda Sumak como Merve Aslanlı
Adem Bal como Cemil
Hilal Kuvvet como Canan
Ezgi Dalgıç como Asu
Sude Oduncu como Gülhan Fırat
Furkan Bozkurt como Tekin
Serdar Yusuf Şen como Eren
Tarık Tiryakioğlu como Feyyaz
Gülşah Susam como Şehnaz
Arda Şanlı como Hakan
Benan Yüce Verim
Ecem Yüceşakar como Feriha

## Temporadas
| Temporada | Temporada | Episodios | Rango de episodios | Emisión original         | Emisión original    |
| Temporada | Temporada | Episodios | Rango de episodios | Inicio                   | Final               |
| --------- | --------- | --------- | ------------------ | ------------------------ | ------------------- |
|           | 1         | 130       | 1 - 130            | 1 de enero de 2024       | 28 de junio de 2024 |
|           | 2         | 87        | 131 - 217          | 30 de septiembre de 2024 | 6 de julio de 2025  |